# Péninsule de Vergi
La péninsule de Vergi, estonien : Vergi poolsaar, est une péninsule située sur la côte du golfe de Finlande, à l'est de Tallinn en Estonie. 
La péninsule appartient à la commune de Vihula.

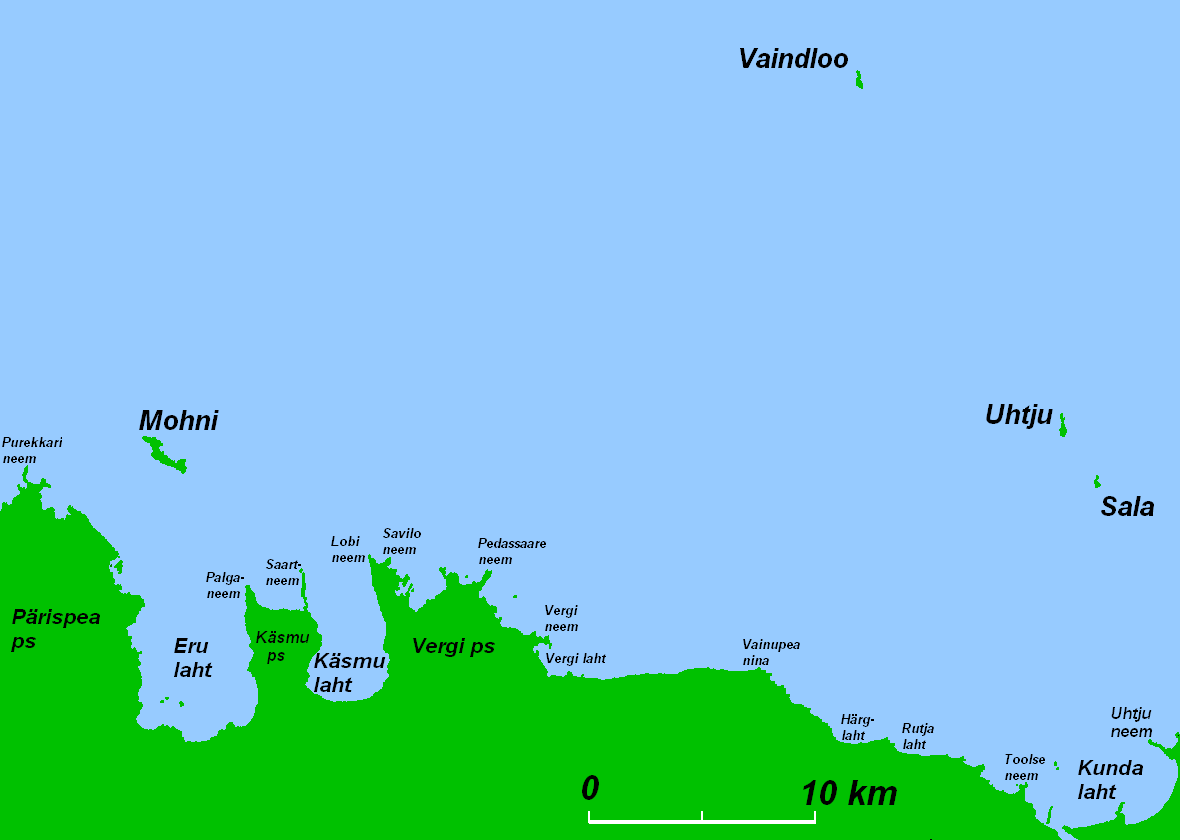
Carte d'une partie de la côte septentrionale de l'Estonie avec la péninsule de Vergi (légendée Vergi ps).

## Géographie
La péninsule est située entre la baie de Käsmu et le golfe de Finlande.
La population vit dans les villages côtiers de Lobi, Lahe, Koolimäe, Natturi, Pedassaare, Pihlaspea et de Vergi.